# لودفيغ بيشتاين
لودفيج بيشتاين Ludwig Bechstein (ولد في نوفمبر 1801 في فايمار – ومات في مايو 1860 في مايننجن) أديب ألماني ومختص في علم المكتبات والأرشفة.
عمل في بداية حياته في مجال الصيدلة، ثم تلقى منحة من الدوق برنهارد الثاني حاكم زاكسن ومايننجن لدراسة الفلسفة والتاريخ والادب، في لايبزغ وميونخ. ثم عمل أمينا لمكتبة الدوق في مايننجنثم مديرا لمكتبة الدوق العامة عام 1833. وأصدر عام 1832 جريدة كرونيك دير شتات مايننجن. ومنح عام 1840 لقب مستشار أميري.
أبدع بيشتاين شعرا يتميز بالنبرة الوطنية وكذلك القصص التاريخية، وما زال ذلك الإبداع مجهول القدر حتى اليوم. لكنه كتب كتاب عبارة عن مجموعة من الأساطير الألمانية اشتهر به. كذلك مجموعة أخرى من أشعار الشعب.

## روابط خارجية
- لودفيغ بيشتاين على موقع IMDb (الإنجليزية)
- لودفيغ بيشتاين على موقع ميوزك برينز (الإنجليزية)
- لودفيغ بيشتاين على موقع ديسكوغز (الإنجليزية)